# لولیتا (فیلم ۱۹۶۲)
لولیتا (به انگلیسی: Lolita) فیلمی بریتانیایی-آمریکایی در ژانر کمدی سیاه و درام از استنلی کوبریک، محصول سال ۱۹۶۲ و با اقتباس از رمانی به همین نام از ولادیمیر ناباکوف نویسندهٔ روس است. در این فیلم پیتر سلرز بازیگر بریتانیایی، یکی از نقش‌های اصلی را بازی کرده‌است.

## داستان
فیلم شرح سوزناک دلدادگی نافرجام یک نویسندهٔ میانسال (هامبرت) به یک دختر نوجوانِ (۱۲ تا ۱۵ سالهٔ) بسیار زیبا (لولیتا) است. فیلم با یک آینده‌نمایی (فلش‌فوروارد) شروع می‌شود. زمانی که هامبرت یک هنرمند نمایش‌نامه‌نویس به اسم کِلِر را به قتل می‌رسانَد. دلیل قتل کلر برای بیننده مشخص نیست، اما از زبان هامبرت می‌شنویم که پای دختری به اسم لولیتا در میان است. پس از آن، کوبریک استادانه بیننده را با خود همراه می‌کند تا بیننده دلیل قتل کلر توسط هامبرت را بیابد….

## تفاوت‌های فیلم و رمان
ساختهٔ کوبریک در جزئیات با رمان ناباکوف تفاوت‌هایی دارد. غالب تغییرات کوبریک در جهت زدودن خصایص منفی هامبرت در رمان ناباکوف و برانگیختن هرچه بیشتر حس همدردی و ترحم بیننده نسبت به وی است. مثلاً در فیلم، هامبرت هیچ‌گاه قصد تجاوز به لولیتا را ندارد و حتی هیچ‌گاه لولیتا را از رفتن به یتیم خانه یا فقیر شدن نمی‌ترساند. در فیلم، هامبرت یک روان پریش نیست و هیچ‌گاه هم از لولیتا سوء استفاده جنسی نمی‌کند. همچنین برخلاف رمان، در پایان فیلم به بینندگان اعلام می‌شود که هامبرت به جرم قتل کلر دستگیر شده و در زندان از دنیا می‌رود.

## بازیگران
- جیمز میسون در نقش هامبرت (نقش اول فیلم و ناپدری لولیتا)
- شلی وینترز در نقش شارلوت (مادر لولیتا)
- سو لاین در نقش لولیتا
- پیتر سلرز در نقش کِلِر